# Dan Maag

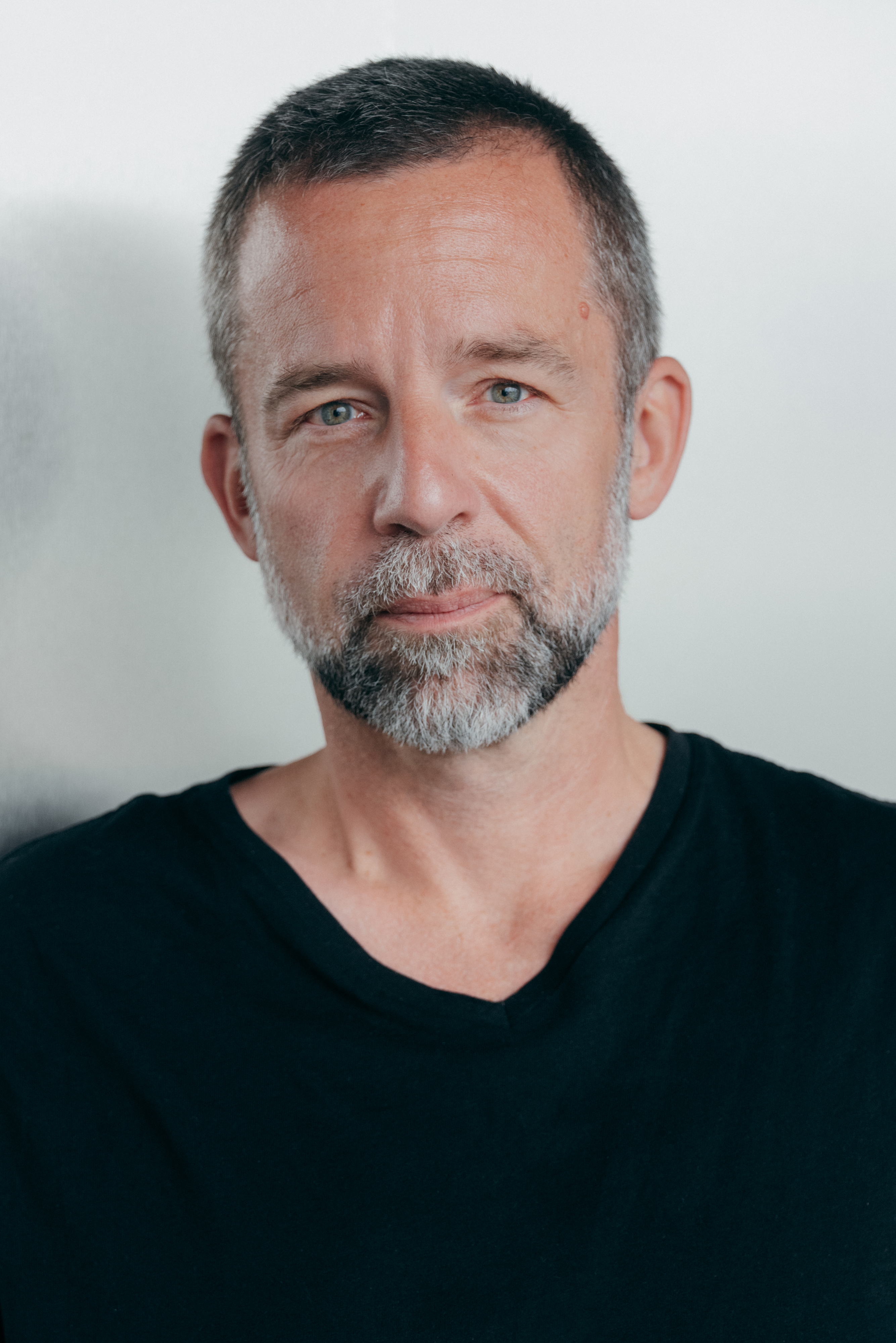
Dan Maag, 2024

Dan Maag (* 19. März 1975 in Mettmann) ist ein deutscher Filmproduzent, Mitgründer der Pantaleon Films und PAL Next AG (ehemals Pantaflix AG), sowie Gründer des KI-Produktionsstudios Storybook Studios.

## Leben
Dan Maag produziert seit 1999 Kinospielfilme, darunter zahlreiche englischsprachige Produktionen wie Dead Fish (2004) mit Gary Oldman und Robert Carlyle in den Hauptrollen, den international erfolgreichen Thriller Open Water 2 (2006), sowie das in den brasilianischen Favelas entstandene Drama Streets of Rio (2007). Neben seiner Produzententätigkeit arbeitete Dan Maag mehrere Jahre als Herstellungsleiter für verschiedene Finanzierungs- und Produktionsgesellschaften. In dieser Funktion betreute er zahlreiche internationale Großproduktionen, wie zum Beispiel Oliver Stones Historienfilm Alexander (2004), Martin Scorseses Aviator (2004) sowie Michael Caton-Jones’ Basic Instinct – Neues Spiel für Catherine Tramell (2006). 
Im Jahr 2009 gründete er die PANTALEON Entertainment GmbH und baute das Unternehmen kontinuierlich aus. 2010 folgte die Gründung der PANTALEON Films GmbH, die er bis 2023 als Geschäftsführer leitete. In dieser Zeit transformierte er das Unternehmen in die PANTALEON Entertainment AG (heute PAL Next AG). Von 2014 bis 2018 war er Vorstandsvorsitzender, danach von 2023 bis 2024 Aufsichtsratsvorsitzender und prägte die Entwicklung des Unternehmens maßgeblich.
Zu seinen deutschsprachigen Produktionen gehören u. a. Boxoffice-Produktionen wie „What a Man, Schlussmacher, Frau Ella, Vaterfreuden, Der Nanny, Der geilste Tag und 100 Dinge. Maag produzierte 2016 mit seiner Produktionsfirma Pantaleon Films mit You Are Wanted die erste Amazon Original Serie in Deutschland für den Streaming-Anbieter Amazon Prime Video. Für Netflix produzierte er die mit dem Deutschen Fernsehpreis prämierte Serie Das letzte Wort sowie den Film Army of Thieves, der in über 90 Ländern die Netflix-Charts anführte. Die Serie Asbest, die er mit Pantaleon Films für die ARD Mediathek 2022 produzierte, zählte bereits am ersten Wochenende über 3 Millionen Aufrufe. Eine 2. Staffel befindet sich in Produktion.
Dan Maag ist Mitglied der Deutschen und der Europäischen Filmakademie.

## Filmografie (Auswahl)

### Kino
- 2005: Dead Fish
- 2008: Der Rote Baron
- 2011: What a Man
- 2013: Schlussmacher
- 2013: Frau Ella
- 2014: Vaterfreuden
- 2015: Der Nanny
- 2015: Highway To Hellas
- 2016: Der geilste Tag
- 2018: Hot Dog
- 2018: Vielmachglas
- 2018: 100 Dinge
- 2019: Dem Horizont so nah
- 2019: Auerhaus
- 2020: Resistance – Widerstand (Resistance)
- 2020: Takeover – Voll Vertauscht
- 2021: Generation Beziehungsunfähig
- 2021: Army of Thieves
- 2022: Die Geschichte der Menschheit – leicht gekürzt
- 2022: Oskars Kleid
- 2023: 791 km

### Serien
- 2017: You Are Wanted, Staffel 1 für Amazon Prime
- 2018: You Are Wanted, Staffel 2 für Amazon Prime
- 2020: Das letzte Wort für Netflix
- 2023: ASBEST, Staffel 1 für ARD Mediathek
- 2023: UNWANTED für Sky